# لورا مونيوث
لورا مونيوث (بالإسبانية: Laura Muñoz Ilundain) هي لاعبة جمباز فني إسبانية، ولدت في 9 يونيو 1970 في مدريد في إسبانيا.

## روابط خارجية
- لورا مونيوث على موقع أوليمبيديا (الإنجليزية)